# Спортска хала Др Зоран Ђинђић
Спортска хала „Др Зоран Ђинђић” у Прокупљу изграђена је 2005. године и названа је по првом српском демократски изабраном премијеру. Захваљујући изградњи хале спорт у граду је унапређен, а многи спортски клубови су остварили боље такмичарске резултате и пласман у виши ранг такмичења.
Хала је грађевински осмишљена као скуп појединачних функционалних целина. Располаже укупним капацитетом од око 3000 места и то 1950 седећих места постављених на физички одвојеним трибинама. У случају потребе, у функцији су и галерије за гледаоце које се налазе издигнуте изнад углова терена. Kапацитети трибина су по 700 седећих места на боковима и по 275 места на чеоном делу. Kао допуна трибинском делу су и 4 галерије (око 200 места).
Терен је стандардних величина предвиђен за одржавање такмичења како по домаћим тако и по међународним стандардима.  У склопу хале постоје четири свлачионице, а у оквиру свлачионица и десет засебних туш кабина.
Просторије управе смештене су испод чеоне трибине и састоје се од четири канцеларије. Kомандна соба се налази на једној од галерија, технички је веома добро опремљена и задовољава најмодерније стандарде који се тичу техничке опремљености. Спортска хала поседује и конференцијску салу, као и пропратну инфраструктуру - паркинг простор са око 150 паркинг места.
Испред хале налази се споменик Зорану Ђинђићу, подигнут 2007. године.
Године 2021. локална власт у Прокупљу угасила је Спортски центар.